# Rötz
Rötz település Németországban, azon belül Bajorországban. Lakosainak száma 3328 fő (2023. december 31.).

## Népesség
A település népessége az elmúlt években az alábbi módon változott:
| Lakosok száma | 1182 | 2313 | 3209 | 3426 | 3464 | 3422 | 3438 | 3428 | 3337 | 3328 |
|               | 1875 | 1950 | 1975 | 1987 | 2012 | 2014 | 2016 | 2017 | 2021 | 2023 |